# Pierre Séguier

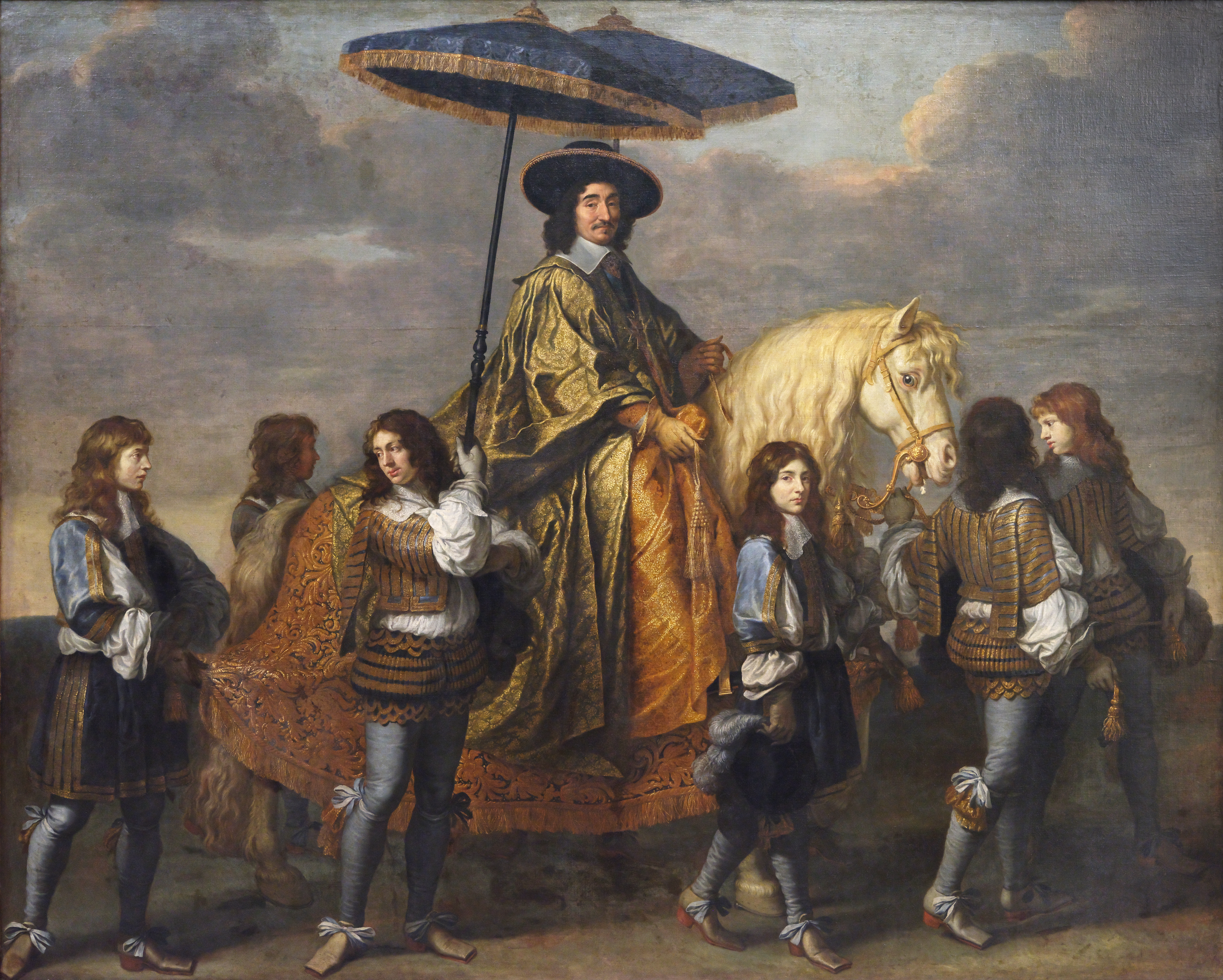
Pierre Séguier entrando em Paris com Luís XIV de França em 1660 (pintura de Charles Le Brun, c. 1670).

Pierre Séguier (Paris, 28 de maio de 1588 — Saint-Germain-en-Laye, 28 de janeiro de 1672) foi um estadista francês, chanceler da França desde 1635.

## Biografia

### Primeiros anos
Séguier nasceu em Paris em uma proeminente família legal originária de Quercy. Seu avô, Pierre Séguier (1504-1580), foi presidente à mortier no parlamento de Paris de 1554 a 1576, e o pai do chanceler, Jean Séguier, um senhor d'Autry, era tenente civil de Paris no momento de sua morte em 1596.
Pierre foi criado por seu tio, Antoine Séguier, presidente e mortier no parlemento, e tornou-se mestre de pedidos em 1620. De 1621 a 1624 foi intendente de Guyenne, onde se aliou intimamente ao duque d'Épernon. Em 1624 sucedeu ao cargo de seu tio no parlemento, que ocupou por nove anos.

### Carreira
Nesta qualidade, ele mostrou grande independência em relação à autoridade real; mas quando em 1633 ele se tornou guardião dos selos sob Richelieu, ele passou a intimidar e humilhar o parlamento por sua vez. Aliou-se à família do cardeal pelo casamento de sua filha Marie com o sobrinho de Richelieu, Pierre César du Cambout, marquês de Coislin, e em dezembro de 1635 tornou-se chanceler da França. Em 1637 Séguier foi enviado para examinar os papéis da rainha, Ana da Áustria, em Val-de-Grâce. Segundo Anquetil, o chanceler a salvou ao avisá-la da inquisição projetada.
Em 1639, Seguier foi enviado para punir os normandos pela insurreição dos Nu-Pieds, sendo colocado sob suas ordens o chefe militar da expedição, Gassion. Ele derrubou a pilhagem com mão forte e foi suficientemente desinteressado para recusar um presente de terras normandas confiscadas. Ele foi a ferramenta submissa de Richelieu nas acusações de Cinq-Mars e François Auguste de Thou em 1642. Sua autoridade sobreviveu às mudanças que se seguiram às sucessivas mortes de Richelieu e Luís XIII, e ele foi o fiel servidor de Ana da Áustria e de Mazarino. Sua atitude resoluta em relação ao parlamento de Paris fez do chanceler um dos principais objetos do ódio dos Frondenses.
Pierre Séguier entrando em Paris com Luís XIV da França em 1660, pintado por Charles Le Brun , c. 1670. Em 25 de agosto de 1648, Séguier foi enviado ao parlamento para regular seus procedimentos. No caminho, ele foi assaltado por desordeiros na Pont-Neuf e procurou refúgio na casa de Louis Charles d'Albert, duque de Luynes. No curso das concessões feitas à Fronda em 1650, Séguier foi demitido do cargo de guardião dos selos.
Ele passou parte de sua aposentadoria em Rosny, com sua segunda filha Charlotte e seu marido, o duque de Sully. Ele foi chamado de volta em abril de 1651, mas seis meses depois, quando o rei atingiu a maioridade, Séguier caiu novamente em desgraça, e os selos foram entregues ao presidente Mathieu Molé, que os manteve com um curto intervalo até sua morte em 1656, quando foram voltou para Séguier. Séguier viveu por algum tempo em extrema aposentadoria em Paris, dedicando-se aos assuntos da academia.
Quando Paris foi ocupada pelos príncipes em 1652, ele foi por pouco tempo membro do conselho, mas se juntou ao rei em Pontoise em agosto e tornou-se presidente do conselho real. Após a morte de Mazarin em 1661, Séguier manteve apenas uma sombra de sua antiga autoridade. Ele mostrou uma grande violência na condução do caso contra Fouquet, votando pela morte do preso.
Em 1666 Séguier foi colocado à frente de uma comissão chamada para simplificar a organização policial, especialmente a de Paris; e as consequentes portarias de 1667 e 1670 para a melhor administração da justiça foram por ele elaboradas.
Séguier morreu em Saint-Germain-en-Laye em 1672.